# Arnold Bennett
Arnold Bennett, bautizado como Enoch Arnold Bennett (Hanley, actual Stoke-on-Trent, 27 de mayo de 1867 - Londres, 27 de marzo de 1931), fue un novelista británico. Fue un escritor prolífico: entre el comienzo de su carrera en 1898 y su muerte completó 34 novelas, siete volúmenes de historias breves, 13 obras de teatro (algunas en colaboración con otros autores) y un diario que totaliza más de un millón de palabras.
Nacido en una familia modesta pero que fue ascendiendo socialmente, su padre, abogado, pretendía que siguiese una carrera de leyes. Bennett trabajó para él  antes de trasladarse, a los 21 años, a un bufete de Londres como asistente de otro abogado. Durante los años de  1893 a 1900 se convirtió primero en ayudante del editor y posteriormente en editor de la revista femenina Woman, en la que escribió artículos utilizando diversos pseudónimos con nombre de mujer. Después se dedicó exclusivamente a la escritura de novelas.
Siempre admirador de la cultura francesa y de la literatura francesa en particular, se trasladó a París en 1902, donde un entorno relajado le sirvió para superar su intensa timidez, especialmente con las mujeres. Pasó diez años en Francia y se casó con la francesa Marguerite Soulié en 1907. En 1912 volvió a Inglaterra. Se separó de su esposa en 1921 y pasó los últimos años de su vida con otra pareja, la actriz inglesa Dorothy Cheston. Murió de fiebre tifoidea, tras cometer la imprudencia de beber agua del grifo en Francia. Sus restos reposan en el cementerio de Burslem (Stoke-on-Trent).
Bennett es conocido por sus novelas y relatos breves, muchos de los cuales están ambientados en una versión ficticia de su región natal, conocida como The Potteries, a la cual llamaba "The Five Towns" ("Las Cinco Villas"). Se trataba de un distrito industrial de Staffordshire, un escenario bien conocido para Bennett y que aparecería en muchas de sus obras. 
Creía firmemente que la literatura debía ser accesible para la gente común y deploraba las camarillas y élites literarias. Sus libros iban dirigidos a un público amplio y se vendieron en grandes cantidades. Por este motivo escritores y seguidores de la escuela modernista, especialmente Virginia Woolf y el "Círculo de Bloomsbury", lo menospreciaron (Woolf lanzó duras críticas contra él en su ensayo de 1924 Mr. Bennett y Mrs. Brown) y su obra se olvidó tras su muerte. Bennett también fue dramaturgo; no fue mejor en el teatro que en la novela, pero consiguió dos éxitos notables con Milestones (1912) y The Great Adventure (1913). También tuvo un considerable éxito con libros periodísticos de "autoayuda" como How to Live on 24 Hours a Day (1908) o Literary Taste: How to Form It (1909)
Aunque su obra es muy amplia, se suele destacar su novela Cuento de viejas (The Old Wives' Tale) publicada en 1908, que describe la monotonía de la vida en "The Potteries". Otras de sus obras son Clayhanger, Hilda Lessways y These Twai, que forman la serie Clayhanger (1910), Anna of the Five Towns (1902), recientemente publicada en español como Anna de las Cinco Villas y Riceman Steps (1923). Estudios de Margaret Drabble (1974), John Carey (1992) y otros han llevado a una revaluación de la obra de Bennet y estas novelas hoy en día se reconocen ampliamente como obras importantes.